# جزيرة القلعة
جزيرة القلعة (بالإنجليزية: Castle Island)‏ هي جزيرة تقع في البحر الأبيض المتوسط شمال مدينة عين زويت بولاية سكيكدة الواقعة شمال شرق الجزائر، تبلغ مساحة الجزيرة حوالي 0.32 هكتار.